# Oratorio della Santissima Annunziata (Riofreddo)

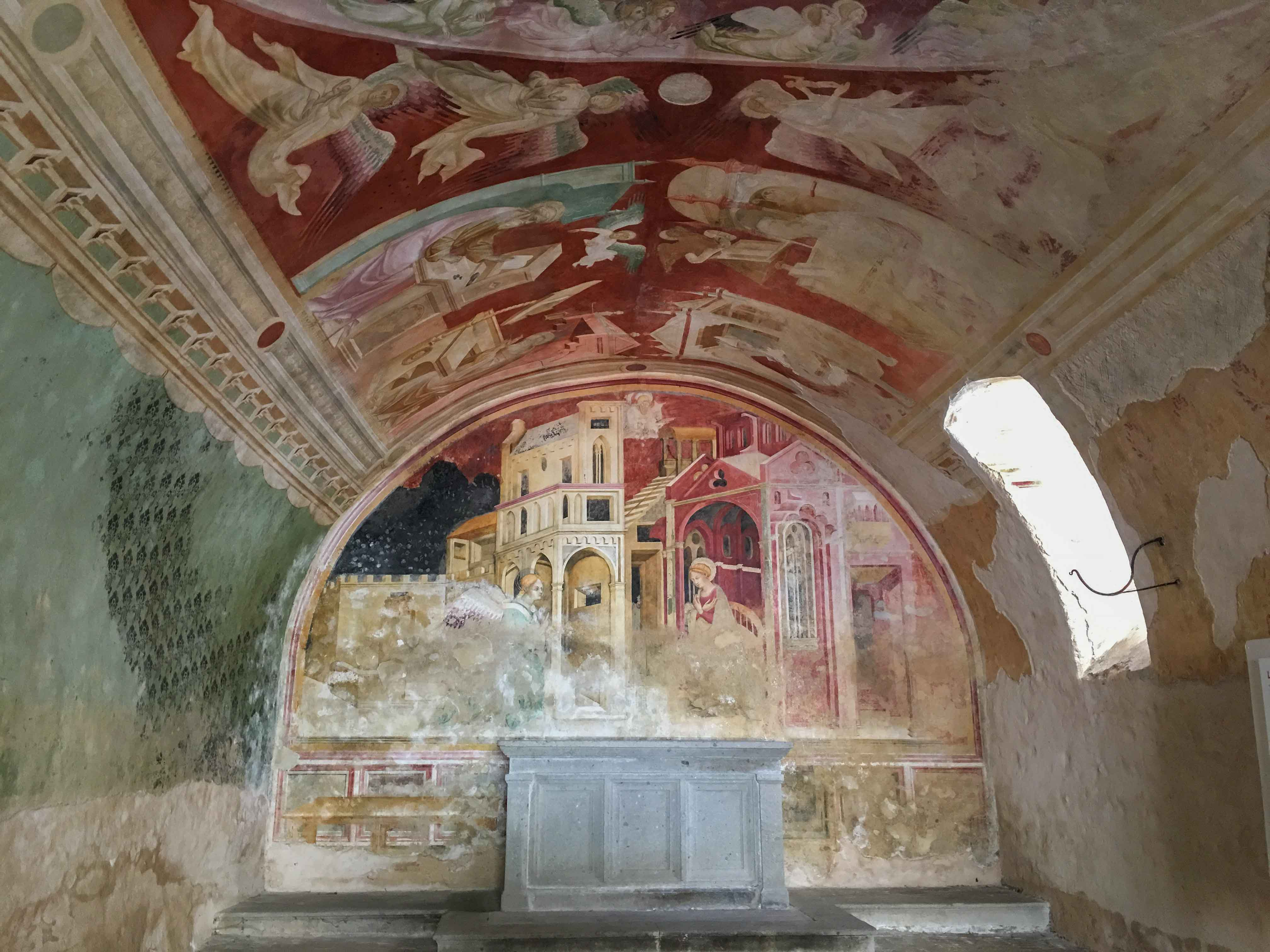
Interno dell'oratorio

L'oratorio della Santissima Annunziata si trova a Riofreddo, in provincia di Roma.

## Storia e descrizione
Gli affreschi sono stati realizzati nel 1422, durante il Pontificato di Martino V Colonna. Il committente è Antonio Colonna, Miles Rivifrigidi, identificato nella figura umana sostenuta dall'angelo in alto alla destra di Cristo.
La decorazione si inserisce in una serie di attività promosse all'indomani della conclusione dello Scisma d'Occidente, coinvolgenti il territorio fuori l'Urbe.
L'oratorio è decorato da affreschi rappresentanti: l'Annunciazione, la Crocifissione, Cristo in gloria tra gli angeli, Evangelisti e Dottori della Chiesa, finte tappezzerie.
I pittori che hanno affrescato l'oratorio della Santissima Annunziata di Riofreddo hanno influssi stilistici di derivazione giottesca e del gotico internazionale, in contatto con artisti operanti a Foligno.
Raffigurando nella volta sul lato orientale nell'angolo verso il portale San Gregorio Nazianzeno e all'angolo verso l'altare San Gerasimo, Antonio Colonna, avvalendosi per la definizione del programma di consulenze di filosofi o teologi esperti di dottrina orientale, ha compiuto un intervento per supportare la riunificazione della Chiesa d'Occidente e quella d'Oriente, appena dopo la fine dello scisma d'Occidente, concluso da Martino V nel 1420.